# Liste der Nummer-eins-Hits in Australien (1964)
Diese Liste enthält alle Nummer-eins-Hits in Australien im Jahr 1964. Es gab in diesem Jahr 15 Nummer-eins-Singles.
| Singles |
| --- |
| - The Beatles – I Want to Hold Your Hand - 7 Wochen (28. Dezember 1963 – 14. Februar 1964) - The Beatles – I Saw Her Standing There / Love Me Do - 7 Wochen (15. Februar – 3. April) - The Beatles – Roll Over Beethoven / Hold Me Tight - 2 Wochen (4. April – 17. April) - The Beatles – All My Loving - 3 Wochen (18. April – 8. Mai) - The Beatles – Can’t Buy Me Love / You Can’t Do That - 5 Wochen (9. Mai – 12. Juni, insgesamt 6 Wochen) - Mary Wells – My Guy - 2 Wochen (13. Juni – 26. Juni) - The Beatles – Can’t Buy Me Love / You Can’t Do That - 1 Woche (27. Juni – 3. Juli, insgesamt 6 Wochen) - The Beatles – Requests (EP) Long Tall Sally / Boys / I Call Your Name - 1 Woche (4. Juli – 10. Juli) - Cilla Black – You’re My World - 2 Wochen (11. Juli – 24. Juli) - The Beatles – A Hard Day’s Night / Things We Said Today - 6 Wochen (25. Juli – 4. September) - The Beatles – I Should Have Known Better / If I Fell - 5 Wochen (5. September – 9. Oktober) - Roy Orbison – Pretty Woman - 2 Wochen (10. Oktober – 23. Oktober) - The Honeycombs – Have I the Right? - 2 Wochen (24. Oktober – 6. November) - Ray Columbus and the Invaders – She’s a Mod - 2 Wochen (7. November – 20. November) - Elvis Presley – Ain’t That Loving You, Baby / Ask Me - 3 Wochen (21. November – 11. Dezember) - The Beatles – I Feel Fine / She’s a Woman - 7 Wochen (12. Dezember – 5. Februar 1965) |

Siehe auch: Nummer-eins-Hits 1964 in  Belgien, Deutschland, Finnland, Frankreich, Irland, Italien, Kanada, den Niederlanden, Norwegen, Österreich, Spanien, den Vereinigten Staaten und im Vereinigten Königreich.